# Palais Lanfranchi (Pise)
Pour l’article homonyme, voir Palais Lanfranchi (Matera).
Le Palazzo Lanfranchi est situé à Pise sur le Lungarno Galilei, au coin du Vicolo Da Scorno. 
Le bâtiment tire son nom de la famille du même nom, qui y vécut jusqu'au XIXe siècle. Le Museo della Grafica est actuellement installé dans le bâtiment. 

## Histoire et description
La propriété a été habitée jusqu'en 1899 par les Lanfranchi. La municipalité de Pise l'a achetée en 1952. 
Le bâtiment actuel est principalement le résultat de la rénovation qui a eu lieu en 1535-1539 de quatre bâtiments d'origine médiévale (à partir du XVIIIe siècle). Le palais a encore une tour médiévale en pierre verrucana et des briques à l'arrière. 

## Musée du Graphisme

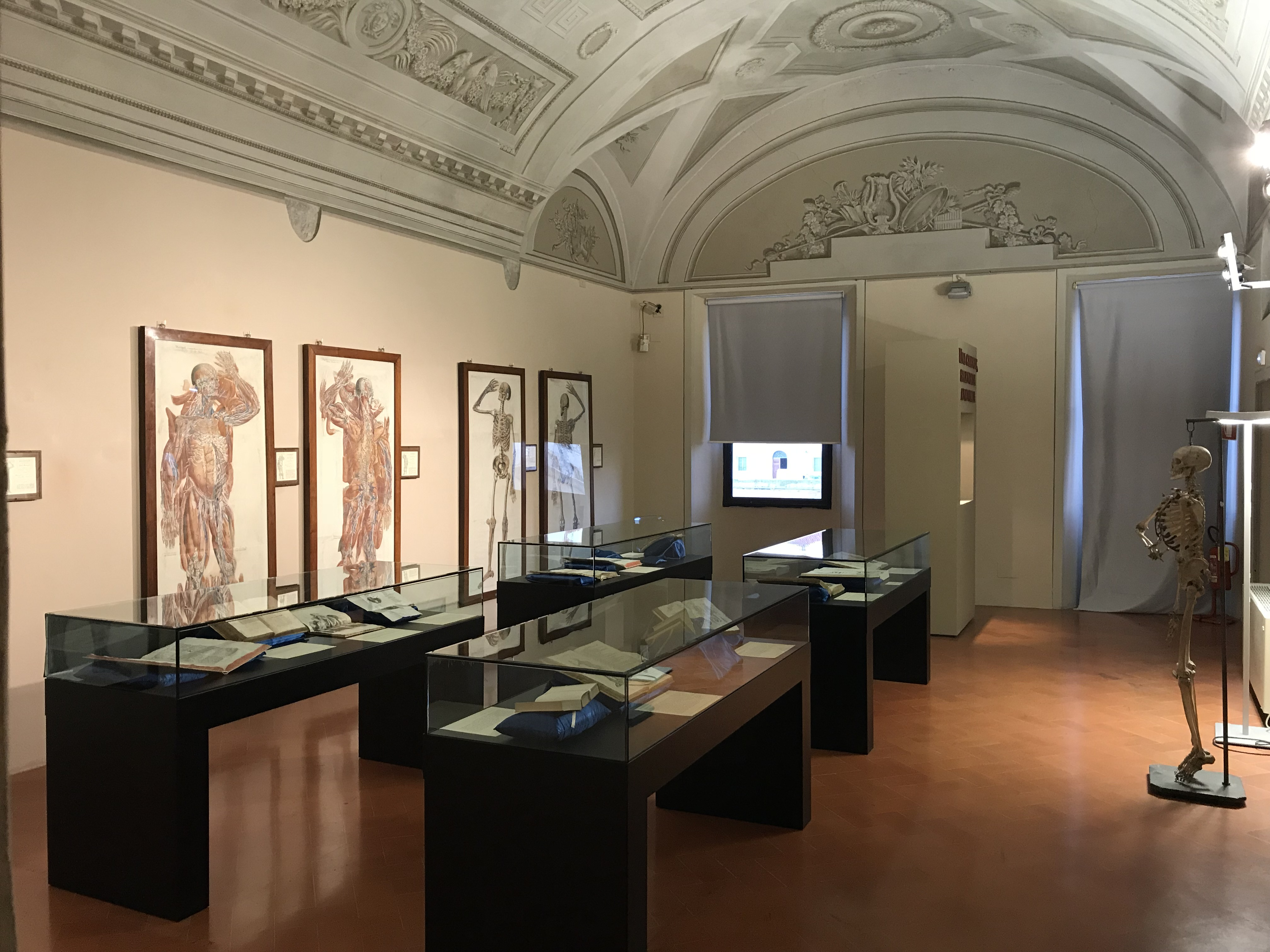
L'intérieur du Palais Lanfranchi présentant une exposition d'anatomie

Le musée du graphisme est désormais installé dans les salles du bâtiment, par la volonté conjointe de la municipalité de Pise et de l'université de Pise. Il abrite les collections universitaires du Cabinet des dessins et estampes du Département d'histoire des arts, une collection de graphismes contemporains créée en 1958 par Carlo Ludovico Ragghianti. 
Les noyaux importants de la collection sont les dons de Sebastiano Timpanaro, composé de plus d'un millier de pièces et qui fait le point fort de la section du XIXe siècle, et la donation d'Argan, composée d'environ 600 pièces de la seconde moitié du XXe siècle. 
Enfin, de nombreux dons de divers artistes dont Giuseppe Capogrossi, Mario Chiattone, Fabrizio Clerici, Emilio Greco, Ennio Morlotti, Bruno Munari, Achille Perilli, Arnaldo et Giò Pomodoro, Pablo Picasso, Aligi Sassu, Vittorio Tavernari, Ernesto Treccani, Emilio Veuve, Alberto Ziveri. 
En octobre 2000, le palais a consacré une exposition à Antonio Arosio et au cadre culturel, historique et artistique dans lequel il était actif, proposant également des écrits de l'artiste lui-même.